# 上毛電気鉄道デカ10型電車
上毛電気鉄道デカ10型電車（じょうもうでんきてつどうデカ10がたでんしゃ）は、上毛電気鉄道が1929年に導入した有蓋電動貨車である。
後に旅客車（通勤形電車）化改造されデハ10型、さらにクハ10型となった。
2018年3月時点で上毛電気鉄道最後の自社発注車となっている（ただし新型車両が90年振りの自社発注車として計画されているが、2023年にこの計画は当面延期となったものの、計画自体は消滅せずに生きている）。

## 概要
貨物列車用に川崎車輌で1929年5月に製造された両運転台の制御電動車で、デカ11の1両のみである。車体は長さ12,800mm・幅2,600mmの木造。屋上片側にパンタグラフが設置されている。前面は切妻3枚窓非貫通、側面はパンタグラフ側に幅90cmの片引き戸、非パンタグラフ側の中央寄りに幅180cmの両引き戸を有し、車端部に乗務員扉が設置されている。車内はパンタグラフ側の運転台と引き戸の間に機器室が設けられており、運転室は全室構造となっている。主要機器については前年に登場したデハ100型と同様のものが使用されている。

## 旅客車化
運用開始後の貨物輸送量が少なかったことから、1934年11月に馬来工業で長さ12,755mm・幅2,555mmの鋼製車体が新造され、旅客車のデハ10型11となった。前面は同様に3枚窓非貫通だが、屋根端部は R がついた点が異なる。側面の窓配置は 1 D 10 D 1 （数字は窓の数、Dは客用扉）の片開き2扉で、乗務員扉は設けられなかった。車内は両車端部の右側に片隅式の運転台が設けられた。
後年、客用扉の位置移設・900mmから1,100mmへの拡幅と乗務員扉の取り付けが行われ、窓配置は向かって左側から 2 D 6 D 1 d （dは乗務員扉）の点対称配置となった。
1959年7月に電装解除と片側の運転台撤去が行われ、クハ10型11となり、台車がKO台車からTR14に交換された。1975年3月31日付けで廃車となっている。